# Hilal Hilal
Hilal al-Hilal (in arabo هلال هلال‎?; Siria, 1966) è un politico siriano, segretario regionale assistente del Partito Ba'th (fazione siriana), in passato è stato anche segretario della branca di Damasco.